# Arsenowagnerita
L'arsenowagnerita és un mineral de la classe dels arsenats, que pertany al grup de la wagnerita. Rep el seu nom en tractar-se de l'anàleg amb arsènic de la wagnerita, una altra espècie mineral.

## Característiques
L'arsenowagnerita és un arsenat de fluor i magnesi, amb fórmula química Mg₂(AsO₄)F. Cristal·litza en el sistema monoclínic. La seva duresa a l'escala de Mohs encara no ha pogut ser determinada. Es tracta d'un mineral aprovat per l'Associació Mineralògica Internacional l'any 2015.
Segons la classificació de Nickel-Strunz, l'arsenowagnerita pertany a «08.BA: Fosfats, etc. amb anions addicionals, sense H₂O, només amb cations de mida mitjana, (OH, etc.):RO₄ sobre 1:1» juntament amb els següents minerals: ambligonita, montebrasita, tavorita, triplita, zwieselita, sarkinita, triploidita, wagnerita, wolfeïta, stanĕkita, joosteïta, hidroxilwagnerita, holtedahlita, satterlyita, althausita, adamita, eveïta, libethenita, olivenita, zincolibethenita, zincolivenita, auriacusita, paradamita, tarbuttita, barbosalita, hentschelita, latzulita, scorzalita, wilhelmkleinita, trol·leïta, namibita, fosfoel·lenbergerita, urusovita, theoparacelsita, turanita, stoiberita, fingerita, averievita, lipscombita, richel·lita i zinclipscombita.
Ha sigut trobada únicament a la fumarola Arsenàtnaia del volcà Tolbàtxik, al krai de Kamtxatka (Districte Federal de l'Extrem Orient, Rússia).